# Marcos Galperin
Marcos Eduardo Galperin Lebach (Buenos Aires, 31 de octubre de 1971) es un empresario argentino. Es el fundador, presidente y antiguo director ejecutivo de Mercado Libre y propietario de la curtiembre SADESA. Actualmente, es considerado la persona más rica argentina y desde 2019 reside en Uruguay.

## Biografía
Es hijo de Silvia Julia Lebach y Ernesto Galperin. Es el cuarto de cinco hermanos.

### Ámbito académico
Sus padres lo enviaron a los Estados Unidos al terminar el secundario: allí, obtuvo título de grado en Finanzas (BS in Finance) en la Escuela de negocios Wharton de la Universidad de Pensilvania y una maestría en Administración de Empresas (MBA) de la Universidad de Stanford.

## Ámbito empresarial
Tras graduarse, volvió a Argentina y trabajó tres años en YPF.

### Mercado Libre
Galperin concibió la idea de Mercado Libre tras una charla con John Muse, orador invitado y cofundador del fondo de capital privado Hicks Muse, entre otros posibles inversores. Además de la financiación de Muse, Mercado Libre recibió fondos de JPMorgan Partners, Flatiron Partners, Goldman Sachs, GE Capital y Banco Santander Central Hispano. En septiembre de 2001, eBay adquirió el 19,5% de Mercado Libre a cambio de Ibazar, la filial brasileña recientemente adquirida de eBay. En esta transacción, Mercado Libre también se convirtió en el socio exclusivo de eBay para la región latinoamericana.[cita requerida]
Por su papel en Mercado Libre, Marcos Galperin recibió un Premio Konex en 2008 y un Premio Konex Platino en 2018. Adicionalmente, en 1999 fue seleccionado como emprendedor Endeavor. También es miembro del directorio de Onapsis, empresa líder en seguridad de aplicaciones críticas para el negocio, e inversor en COR, una herramienta inteligente de gestión de proyectos que predice y rastrea la rentabilidad en tiempo real.
Además de trabajar en Mercado Libre, Galperin forma parte del consejo de administración en Globant.
Expansión y crecimiento
Bajo el liderazgo de Marcos Galperin, Mercado Libre se transformó de una startup nacida en un garaje de Buenos Aires en 1999 en el gigante regional del comercio electrónico. Para 2021, la compañía había invertido más de USD 1.800 millones en sus operaciones en Brasil, expandiendo significativamente su infraestructura y servicios en uno de sus principales mercados . En 2022, ingresó al ranking de las 100 empresas más valiosas del mundo según Kantar, y al año siguiente fue incluida entre las 100 empresas más influyentes del mundo por la revista Time. En 2025, reforzó su apuesta regional con una inversión de USD 2.600 millones solo en Argentina, destinada a fortalecer su red logística, capacidades tecnológicas, marketing y nuevos negocios como el de venta de productos farmacéuticos, además de proyectar la incorporación de 2.000 empleados adicionales.

#### Renuncia como CEO y presidente de Mercado Libre
Diez días después de que el fiscal Marijuan lo denunciara por defraudación de la administración pública, Marcos Galperin dejó su puesto como CEO y presidente de Mercado Libre en Argentina. Galperin fue reemplazado por Stelleo Passos Tolda, un ejecutivo brasileño quien hasta el momento era jefe de operaciones de la empresa. Aunque renunció al directorio de la filial argentina, conservó su rol de liderazgo ejecutivo a nivel general, así como su cargo de máximo responsable financiero y gerente titular de Mercado Libre.

##### Miami Sharks
En 2023 se convirtió en socio cofundador del equipo de rugby estadounidense Miami Sharks, junto a otros inversores argentinos.

## Ámbito político
Galperin ha expresado su apoyo a la gestión de Mauricio Macri, volvió a vivir en Argentina durante su gobierno y se fue después de que terminara su mandato (aunque desde Mercado Libre negaron que su mudanza tuviera razones políticas), así como al gobierno de Javier Milei. El periódico La Política Online publicó (sin confirmación) que, supuestamente, el estudio de abogados de Galperin habría redactado el Decreto de necesidad y urgencia de Milei. Diversos medios opositores a Milei reportaron en enero de 2024 que el empresario tenía intenciones de comprar el canal Telefe para volverlo un medio afín al Presidente de la Nación, algo que nunca se concretó.

## Causas penales

### Acusación de defraudación de la administración pública de Argentina
En febrero de 2020, el fiscal federal Guillermo Marijuan denunció a Marcos Galperin y a los integrantes del directorio de Mercado Libre por considerarlos autores de los delitos de defraudación contra la administración pública, después de que el medio La Política Online revelara que el directorio de Mercado Libre habría recibido información privilegiada para vender Letras del Tesoro doce días antes del reperfilamiento de esos títulos que anunció el antiguo ministro de Hacienda, Hernán Lacunza. De esta manera, según el fiscal, la empresa habría evitado que esos papeles quedaran atrapados en el default. También se denunció que en 2017 Mercado Libre anunció una devolución a la AFIP por $500 millones que nunca sucedió, y el préstamo de un crédito con el Banco Nación por $4.000 millones y beneficios del 70% en contribuciones y 60% del impuesto a las Ganancias que corresponden a la ley de Economía del Conocimiento.

## Vida personal
El 11 de marzo de 2000 se casó y tiene tres hijos: Félix, Julia y Simón. El empresario se fue de Argentina en 2002, volviendo a residir entre 2016 y 2020.
Desde 2019 reside en Montevideo, Uruguay. El entonces embajador argentino en Uruguay, Alberto Iribarne, declaró en 2022 que creía que aquella decisión era «por un tema fiscal, para pagar menos impuestos».